# سنغرنادر (مقاطعة دهلران)
سنغرنادر (بالفارسية: سنگرنادر) هي قرية تقع في قسم اناران الريفي (مقاطعة دهلران) في إيران. يقدر عدد سكانها بـ 31 نسمة بحسب إحصاء 2016.